# Mamiellophyceae
Mamiellophyceae é uma classe de algas verdes da divisão Chlorophyta.

## Taxonomia
A classe Mamiellophyceae inclui as seguintes ordens, famílias e géneros:
- Ordem Dolichomastigales
  - Família Crustomastigaceae[2]
    - Crustomastix

  - Família Dolichomastigaceae[3]
    - Dolichomastix
- Ordem Mamiellales
  - Família Bathycoccaceae[4]
    - Bathycoccus
    - Ostreococcus

  - Família Mamiellaceae[5]
    - Mamiella
    - Mantoniella
    - Micromonas
- Ordem Monomastigales
  - Família Monomastigaceae[6]
    - Monomastix